# Georg Derlitzki
Georg Derlitzki (* 30. April 1889 in Bergfriede, Ostpreußen; † 2. Mai 1958 in Kindisch) war ein deutscher Agrarwissenschaftler, Betriebswirt und Arbeitsökonom.

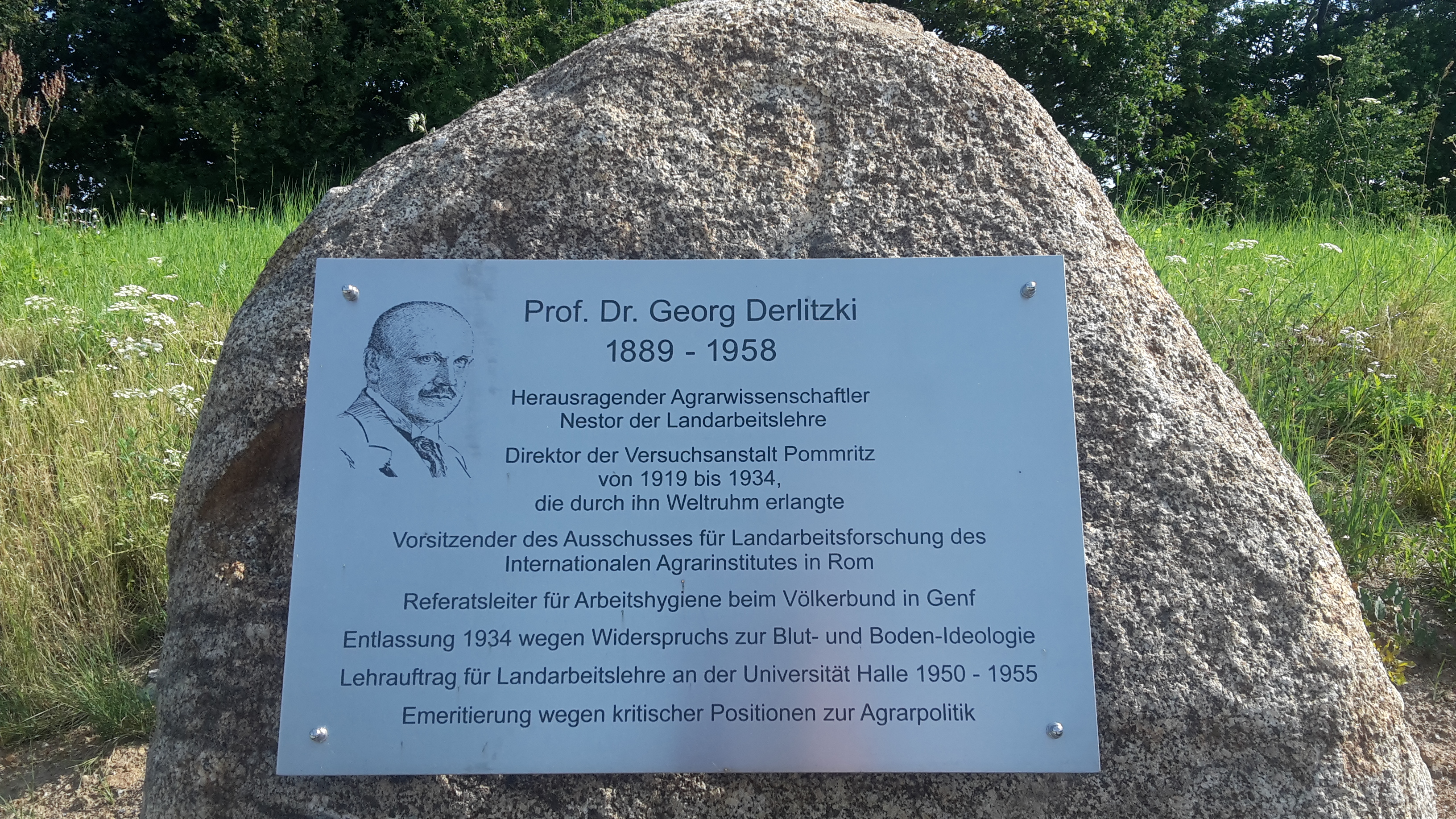
Gedenktafel für Georg Derlitzki in Pommritz (2019).

## Leben und Wirken
Derlitzki legte 1908 das Abitur auf dem humanistischen Gymnasium Osterode ab und lernte anschließend Landwirtschaft in Brödinen. In Berlin studierte er zunächst Rechts- und Staatswissenschaften, danach in Gießen Landwirtschaft und Forstwissenschaft. Bei Paul Gisevius promovierte er zum Thema Systematik des Roggens durch Untersuchungen über den Ährenbau und habilitierte sich mit Untersuchungen über Keimkraft und Triebkraft und über den Einfluss von Fusarium nivale. Als Privatdozent lehrte er Acker- und Pflanzenbau.

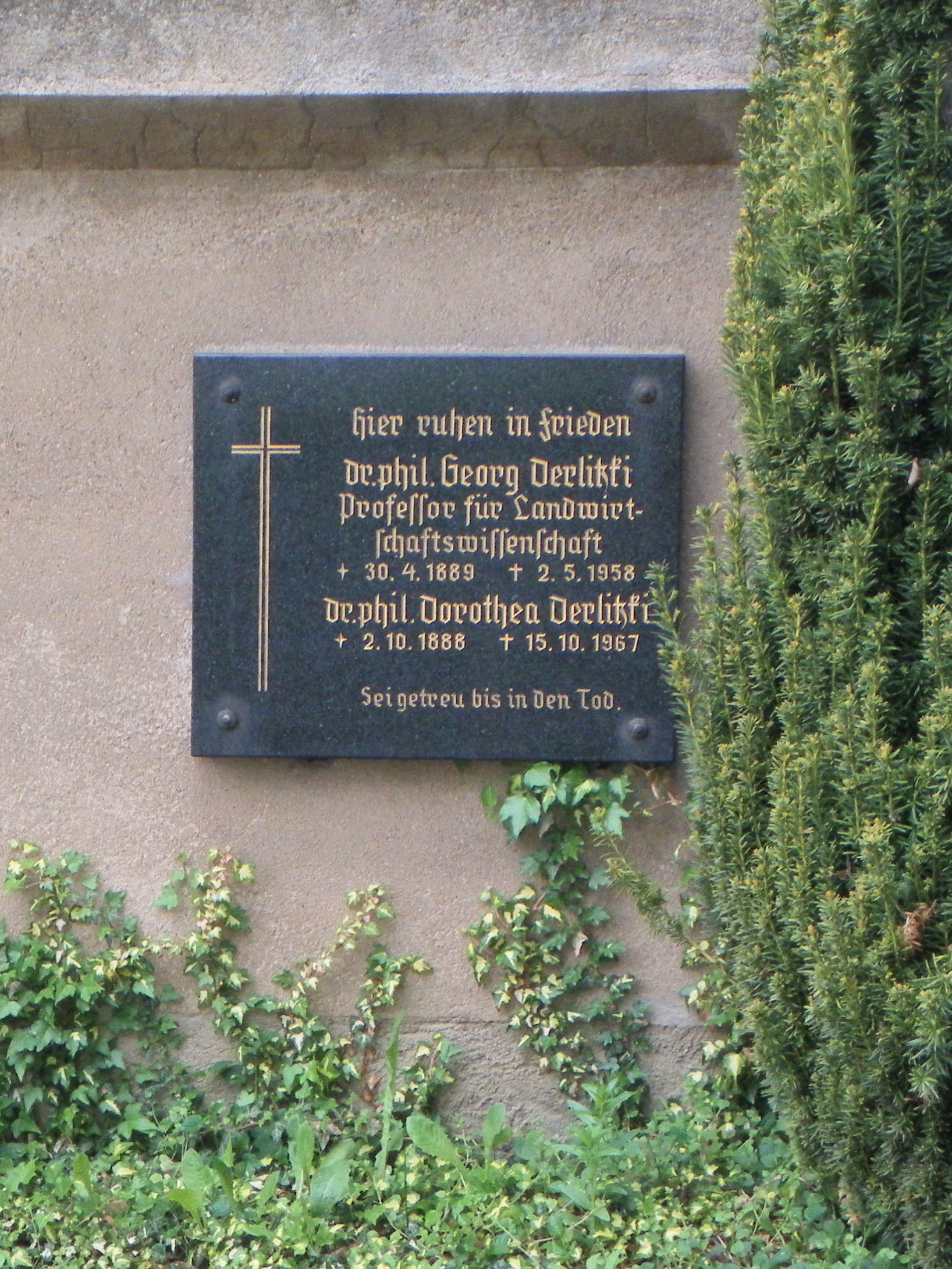
Grabstätte auf dem Friedhof von Elstra

Als in Sachsen 1919 selbstständige landwirtschaftliche Versuchsanstalten gegründet wurden, ging Derlitzki nach Pommritz. Gemeinsam mit Bruno Steglich und Gustav Fingerling als Direktoren der Versuchsanstalten in Dresden bzw. Leipzig-Möckern modernisierte Derlitzki das landwirtschaftliche Versuchswesen. Die Versuchsanstalt Pommritz konzentrierte sich auf die landwirtschaftliche Betriebslehre unter besonderer Berücksichtigung der Landarbeitslehre. Sie war die erste Versuchsanstalt weltweit mit einem solchen Profil. Bekannte Publikationen entstanden zum Taylorismus. Die Entwicklung der Landarbeitslehre zu einer selbstständigen Disziplin ist das bleibende Verdienst Derlitzkis und wurde auch international anerkannt. Derlitzki wirkte ab 1927 als wissenschaftlicher Beirat und Vorsitzender des Ausschusses für Landarbeitsforschung des Internationalen Agrarinstituts in Rom und ab 1932 als Leiter eines Referates in der Sektion für Arbeitshygiene des Völkerbundes. 
Derlitzki lehnte es ab, NSDAP-Mitglied zu werden und widersetzte sich der Außerbetriebsetzung von Landmaschinen zwecks Schaffung von Arbeitsplätzen. Er erhielt deshalb 1934 die Kündigung und übernahm in Kindisch bei Kamenz einen 35 ha großen Bauernhof. Hier führte er wissenschaftliche Untersuchungen zur Nutzung von Elektrowärmegeräten durch, um den Verbrauch fester Brennstoffe zu reduzieren.
Nach 1945 beteiligte er sich am Wiederaufbau der Landwirtschaft in Ostdeutschland und wirkte in verschiedenen Gremien, darunter als Leiter des Ausschusses für Landarbeit der Deutschen Landwirtschafts-Gesellschaft. Er geriet politisch in Misskredit und musste einige Monate in Untersuchungshaft zubringen. Derlitzki unterstützte den Aufbau einer arbeitswissenschaftlichen Forschung in Halle-Etzdorf und die Gründung der Staatlichen Lehr- und Versuchsanstalt Gundorf in der Nähe von Leipzig. 1952 erhielt er einen Lehrauftrag an der Martin-Luther-Universität Halle-Wittenberg.

## Schriften (Auswahl)
- P. Gisevius & G. Derlitzki: Der Futterbau, Landwirtschaftliche Bücherei, Bd. 12. Friedrichswerth (Thür.), E. Meyer, 120 S., 1915
- Die verschiedenen Methoden zur Streckung des Kartoffelsaatgutes, aus d. Arbeiten d. Kartoffelversuchsstelle Gießen, in: "Arbeiten der Gesellschaft zur Förderung des Baues und der wirtschaftlich zweckmässigen Verwendung der Kartoffeln", H. 16, Berlin, 23 S., 1918
- Beiträge zur Düngekalkfrage, Breslau, Korn, 28 S., 1919
- Das Taylorsystem und seine Anwendung in der Landwirtschaft, Schriften d. Oekonom. Ges. im Freistaat Sachsen, Leipzig Reichenbach, 15 S., 1921
- Landarbeitsforschung, dargestellt an den Arbeiten der Versuchsanstalt für Landarbeitslehre Pommritz, Berichte über Landarbeit, Stuttgart, S. 9–61, 1927
- Derlitzki u. a.: Feste Brennstoffe in der Landwirtschaft, Gesamtbericht Weltkraftkonferenz in Wien, Bd. II, S. 224–237, 1941